# Augustinus Kurt Fenz
Augustinus Kurt Fenz OCist (* 8. Dezember 1935 in Gaubitsch) ist ein Priestermönch des Zisterzienserstiftes Heiligenkreuz und Theologe.

## Leben
Augustinus Kurt Fenz war Professor der Bibelwissenschaft des Alten Testamentes an der Hochschule Heiligenkreuz, wo er ab 1975 als Dekan die Aufwertung der Hauslehranstalt zur Hochschule leitete.
Über 40 Jahre diente er als Pfarrer von Sittendorf.
2007 kehrte er in das Kloster Heiligenkreuz zurück. Mit 75 Jahren wurde er als Professor emeritiert. Er übersetzte und kommentierte die Bibel.

## Publikationen (Auswahl)
- Auf Jahwes Stimme hören. Eine biblische Begriffsuntersuchung (= Wiener Beiträge zur Theologie, Band 6). Herder, Wien 1964, OCLC 7189054.
- Und dennoch siegt Gott. Daniel 1 - 14 (= Stuttgarter kleiner Kommentar. Altes Testament, Band 13). KBW-Verlag, Stuttgart 1973, ISBN 3-460-05131-0.
- Der Daniel-Memra des Simeon von Edessa. Die exegetische Bedeutung von BrM 712 Add 12172 Fol 55b – 64b. Fototechnische Wiedergabe, Übersetzung und Erklärung seiner alttestamentlichen Grundlage (= Heiligenkreuzer Studienreihe der Philosophisch-Theologischen Hochschule Heiligenkreuz, Band 1). Verein der Heiligenkreuzer Hochschulfreunde, Heiligenkreuz 1980. (zugleich Habilitationsschrift, Graz 1973), OCLC 8288687.
- Ich ziehe mit. Meditationen über Exodus, wiederholt am Sinai durchdacht (= Internationale theologische Studien, Band 1). 2. Aufl., ITS, Sittendorf 1998, ISBN 3-901327-04-5.
- Liebgewonnen und erwählt (Dtn 4,37). Einführende Perspektiven in die Theologie des Alten Testaments. EOS-Verl., St. Ottilien 1997, ISBN 3-88096-356-8.
- Mein ganzes Glück bist Du (Ps 16,2). Psalmenmeditationen – Schritte zur Vertiefung. Benno, Leipzig 1998, ISBN 3-7462-1267-7.
- Das Gebet der Jahrtausende. Aktualisierte Psalmenübersetzung für die Praxis. Aus dem hebräischen Text neu formuliert. Benno, Leipzig 1998, ISBN 3-7462-1266-9.
- als Übersetzer: Die Heiligenkreuz-Bibel. Das Alte Testament neu übersetzt und kommentiert. Auswahlbibel. Benno, Leipzig 2008, ISBN 978-3-7462-2628-6.
- als Übersetzer: Die Heiligenkreuz-Bibel. Das Neue Testament neu übersetzt und kommentiert. Die Evangelien. Benno, Leipzig 2009, ISBN 978-3-7462-2761-0.
- Liebe findet kein Ende. Eine Einführung in die Theologie des Alten Testaments. Be & Be, Heiligenkreuz 2011, ISBN 978-3-902694-28-7.
- Ich suche Jesus. 33 Schritte zur vollkommenen Hingabe an Jesus durch Maria nach den Anweisungen von Ludwig von Montfort mit Texten von Bernhard von Clairvaux. Be & Be, Heiligenkreuz 2014, ISBN 978-3-902694-71-3.
- Feinfühlend - besinnungsvoll. Psalmen poetisch aus dem Urtext übersetzt. Be&Be, Heiligenkreuz 2018, ISBN 978-3-903118-57-7.